# Касп (математика)

Звичайний касп на кривій x^{3}-y^{2}=0

В математичній теорії сингулярностей касп (англ. cusp — загострення) є одним з видів особливих точок кривої.

## У математиці
У математиці: точка {\displaystyle x} алгебричної кривої {\displaystyle X} над алгебрично замкненим полем {\displaystyle k} називається каспом, якщо поповнення її локального кільця ізоморфне поповненню локального кільця плоскої алгебричної кривої {\displaystyle y^{2}+x^{3}=0} на початку координат.
Каспи — локальні особливості, вони не утворюються в точках самоперетину кривих.
Всі каспи плоских кривих дифеоморфні одній з таких форм — x2 − y2k+1 = 0, де k ≥ 1 — ціле число.
Приклад
Розглянемо гладку дійсно-значну функцію двох змінних f(x, y), де x і y — дійсні числа. Отже f діє з площини на пряму. На простір усіх таких гладких функцій поширюється групова дія дифеоморфізмів і перетворень площини і перетворень прямої. Тобто можлива дифеоморфні перетворення як в області визначення так і в області значень функції. Така дія розбиває простір функції на класи еквівалентності — тобто орбіти групової дії. Одна така сім'я класів еквівалентності позначається Ak± де k невід'ємне ціле. Функція f належить до типу Ak± де k якщо вона лежить в орбіті x2 ± yk+1, тобто існує дифеоморфне перетворення координат в базовому і дотичному просторах яке перетворює f в одну з таких форм.

## Приклади

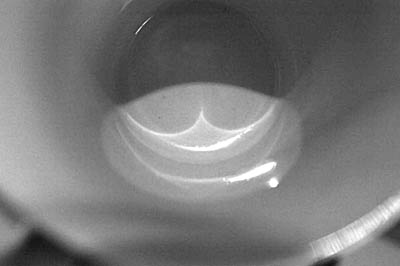
Звичайний касп, утворений каустикою світлових променів на дні чашки.

- Звичайний касп x2 − y3 = 0, тобто 0-рівень A2-особливості
- Рамфоїдний касп (з грецької — дзьобоподібний) x2 — y5 = 0, тобто 0-рівень A4-особливості.